# EXCLI Journal
EXCLI Journal (Experimental and Clinical Sciences Journal) is een internationaal, aan collegiale toetsing onderworpen open access wetenschappelijk tijdschrift op het gebied van de biologie en de geneeskunde.
De naam wordt in literatuurverwijzingen meestal afgekort tot EXCLI J.
Het wordt uitgegeven door de het "Leibniz Research Centre for Working Environment and Human Factors (IfADo)/ Leibniz-Institut für Arbeitsforschung an der TU Dortmund (IfADo)", in Dortmund

Het tijdschrift, dat is opgericht in 2002, wordt alleen online uitgegeven. Het rekent geen publicatiekosten.
Volgens de website van het tijdschrift richt het zich met name op interdisciplinair onderzoek dat moeilijk in andere, meer gespecialiseerde tijdschriften te publiceren is.